# Mistrovství světa v zápasu řecko-římském 1969
Mistrovství světa v zápasu řecko-římském proběhlo v Mar del Plata, Argentina v roce 1969. 

## Výsledky
| Kategorie | Zlato             | Stříbro           | Bronz            |
| --------- | ----------------- | ----------------- | ---------------- |
| 48 kg     | Gheorghe Berceanu | Rahím Alíabádí    | Vladislav Kustov |
| 52 kg     | Fírúz Alízade     | Cornel Turturea   | Ivan Michajlišin |
| 57 kg     | Rustam Kazakov    | An Chang-young    | David Hazewinkel |
| 62 kg     | Roman Rurua       | Roland Svensson   | Martti Laakso    |
| 68 kg     | Simion Popescu    | Sreten Damjanović | Jurij Grigorjev  |
| 74 kg     | Viktor Igumenov   | Eero Tapio        | Matti Poikala    |
| 82 kg     | Petar Krumov      | Omar Bliadze      | Milan Nenadić    |
| 90 kg     | Alexandr Jurkevič | Venko Tsintsarov  | Nicolae Neguţ    |
| 100 kg    | Nikolaj Jakovenko | Stefan Petrov     | Lennart Eriksson |
| +100 kg   | Anatolij Roščin   | Wilfried Dietrich | Petar Donev      |